# 小行星5627
小行星5627（英語：5627）是一颗围绕太阳公转的小行星。1991年6月16日，罗伯特·H·麦克诺特在赛丁泉山发现了此天体。
这颗小行星的绝对星等为170.10840等。